# Humphry Davy
Sir Humphry Davy, 1er Baronet, conocido como Humphry Davy (Penzance, Cornualles, 17 de diciembre de 1778 - Ginebra, 29 de mayo de 1829) fue un químico británico, considerado el fundador de la electroquímica, junto con Alessandro Volta y Michael Faraday.
En 1799 experimentó con óxido nitroso y quedó asombrado de cómo lo hacía reír, por lo que lo apodó "gas hilarante" y escribió sobre sus posibles propiedades anestésicas para aliviar el dolor durante la cirugía.
Davy contribuyó a identificar experimentalmente por primera vez varios elementos químicos mediante la electrólisis y estudió la energía involucrada en el proceso, desarrolló la electroquímica explorando el uso de la pila de Volta o batería. Entre 1806 y 1808 publicó el resultado de sus investigaciones sobre la electrólisis, en las que había logrado la separación del magnesio, el bario, el estroncio, el calcio, el sodio, el potasio y el boro. En 1807 fabricó una pila con más de 2000 placas doble, con la cual aisló el cloro y demostrando que este era un elemento químico nuevo (le dio ese nombre debido a su color amarillo verdoso). Junto a William Thomas Brande consiguió también aislar al litio de sus sales mediante electrólisis del óxido de litio (1818). En 1805 ganó la medalla Copley. Fue jefe y mentor de Michael Faraday. Creó una lámpara de seguridad que llevó su nombre para las minas y fue pionero en el control de la corrosión mediante la protección catódica. En 1815 inventó la lámpara de seguridad para los mineros.
Davy fue baronet, Presidente de la Royal Society (PRS), Miembro de la Royal Irish Academy (MRIA), Sociedad Geológica Miembro de la Sociedad Geológica (FGS, por sus siglas en inglés) de Londres y miembro de la Sociedad Filosófica Estadounidense (American Philosophical Society) (elegido en 1810). Berzelius declaró em la Conferencia Bakerian de Davy de 1806 On Some Chemical Agencies of Electricity "una de las mejores memorias que ha enriquecido jamás la teoría de la química."

## Primeros años: 1778-1798

### Educación, aprendizaje y poesía
Davy nació en Penzance, Cornualles, en el Reino de Gran Bretaña el 17 de diciembre de 1778, siendo el mayor de los cinco hijos de Robert Davy, escultor de madera, y su esposa Grace Millett. Según su hermano y también químico John Davy, su ciudad natal se caracterizaba por "una credulidad casi ilimitada con respecto a lo sobrenatural y monstruoso .... Entre las clases media y alta, había poco gusto por la literatura, y aún menos por la ciencia ... Caza, tiro, lucha, peleas de gallos, por lo general terminan en la embriaguez, eran lo que más les gustaba."

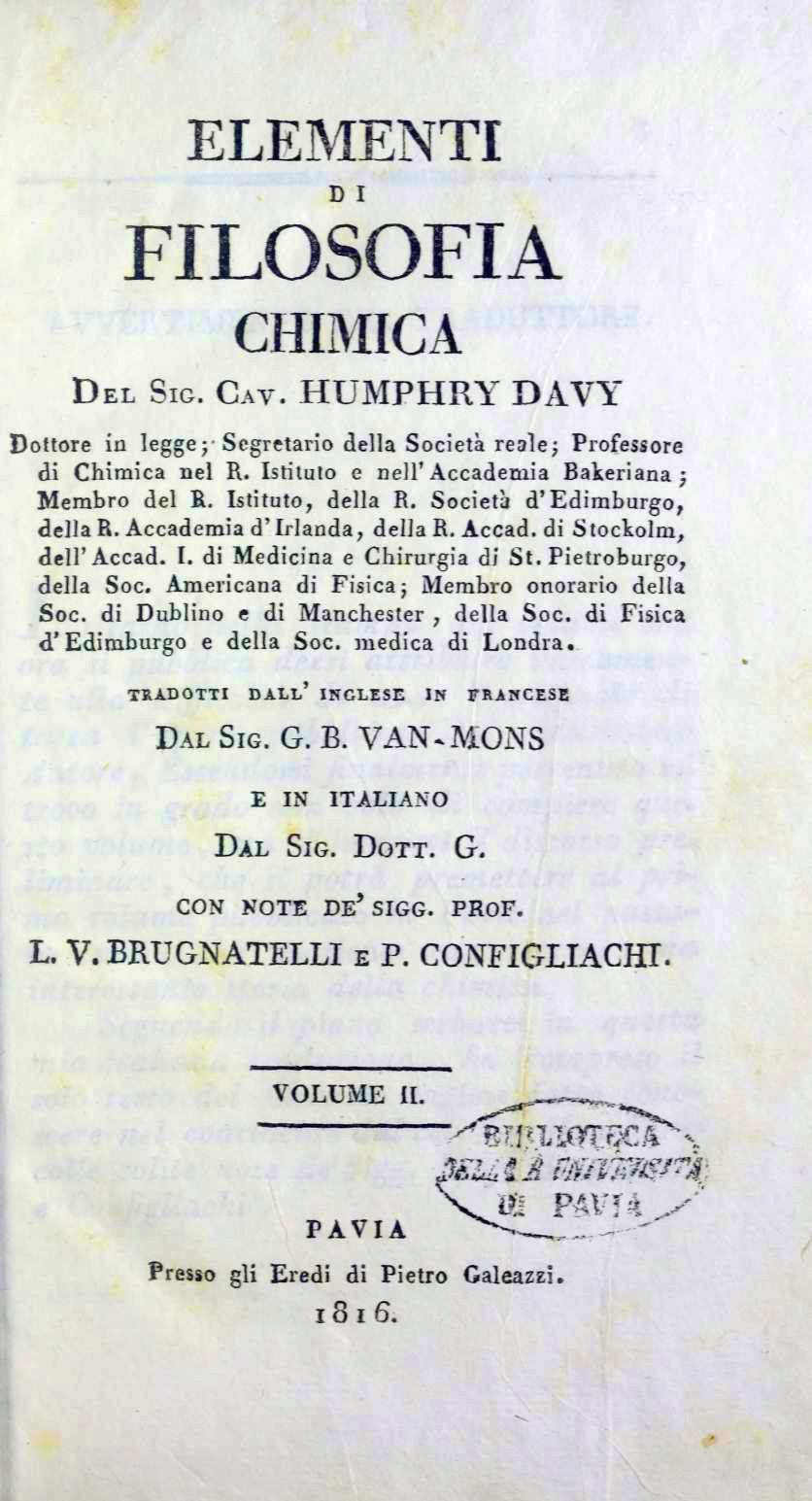
Portada de la edición en italiano del segundo volumen de la obra de H. Davy "Elements of chemical philosophy", publicada por primera vez en 1812

A los seis años, Davy fue enviado a la escuela de gramática de Penzance. Tres años más tarde, su familia se trasladó a Varfell, cerca de Ludgvan, y posteriormente, durante el curso escolar, Davy se alojó en casa de John Tonkin, su padrino y más tarde su tutor.  Cuando Davy dejó la escuela de gramática en 1793, Tonkin le pagó los estudios en la Truro Grammar School para que terminara su educación bajo la tutela del reverendo Dr. Cardew, quien, en una carta a Davies Gilbert, dijo secamente: "No pude discernir las facultades por las que más tarde fue tan distinguido". Davy entretenía a sus amigos del colegio escribiendo poesía, Educacion, aprendizaje y poesía y contando historias de Las mil y una noches. Reflexionando sobre sus días de escuela en una carta a su madre, Davy escribió: "Aprender naturalmente es un verdadero placer; qué desafortunado es entonces que en la mayoría de las escuelas se convierta en un dolor." "Considero una suerte", continuó, "que de niño me dejaran mucho a mi aire, y que no me pusieran ningún plan de estudio en particular... Lo que soy lo he hecho yo mismo". Lo que soy me lo he hecho a mí mismo."  Su hermano dijo que Davy poseía un "vigor nativo" y "la cualidad genuina del genio, o de ese poder del intelecto que exalta a su poseedor por encima de la multitud."
Tras la muerte del padre de Davy en 1794, Tonkin lo puso como aprendiz de John Bingham Borlase, un cirujano con consulta en Penzance. Mientras se convertía en químico en el dispensario del boticario, empezó a realizar sus primeros experimentos en casa, para disgusto de sus amigos y familiares. Su hermana mayor, por ejemplo, se quejaba de que sus sustancias corrosivas destrozaban sus vestidos, y al menos un amigo pensó que era probable que el "incorregible" Davy acabara "volándonos a todos por los aires".
En 1797 con diecinueve años de edad, tras aprender francés con un sacerdote refugiado, Davy leyó el Traité élémentaire de chimie de Lavoisier. Esta exposición influyó en gran parte de su obra futura, que puede considerarse una reacción contra el trabajo de Lavoisier y el dominio de los químicos franceses.
En 1800, Benjamin Thompson, conde de Rumford, funda la Royal Institution en la cual trabajaría Davy como conferenciante desde los veintitrés años y dónde alcanzó todo su reconocimiento.
Como poeta, Davy escribió más de ciento sesenta poemas manuscritos, la mayoría de los cuales se encuentran en sus cuadernos personales. La mayoría de sus poemas escritos no fueron publicados, y prefirió compartir algunos de ellos con sus amigos. Ocho de sus poemas conocidos fueron publicados. Sus poemas reflejan su visión tanto de su carrera como de ciertos aspectos de la vida humana.  Escribió sobre el quehacer humano y aspectos de la vida como la muerte, la metafísica, la geología, la teología natural y la química.
John Ayrton Paris comentó que los poemas escritos por el joven Davy "llevan el sello de un genio elevado". El primer poema conservado de Davy, titulado "Los hijos del genio", está fechado en 1795 y marcado por la inmadurez habitual de la juventud. Otros poemas escritos en los años siguientes, especialmente "En la bahía del monte" y "El monte de San Miguel", son versos descriptivos.
Tres de los cuadros de Davy de alrededor de 1796 han sido donados al museo Penlee House de Penzance. Uno es de la vista desde arriba de Gulval mostrando la iglesia, Mount's Bay y the Mount, mientras que los otros dos representan Loch Lomond en Escocia..
A los 17 años, discutió la cuestión de la materialidad del calor con su amigo y mentor cuáquero Robert Dunkin. Dunkin comentó: "Te diré una cosa, Humphry, eres la persona más discutidora que he conocido en mi vida". Un día de invierno llevó a Davy al río Larigan para demostrarle que frotando dos placas de hielo se desarrollaba suficiente energía por movimiento para derretirlas, y que una vez suspendido el movimiento, los trozos se unían por regelación. Fue una forma rudimentaria de experimento análogo exhibida por Davy en la sala de conferencias de la Royal Institution que suscitó considerable atención. Como profesor de la Royal Institution, Davy repitió muchos de los ingeniosos experimentos que aprendió de Dunkin.
Aunque al principio comenzó a escribir sus poemas, aunque de forma desordenada, como reflejo de sus opiniones sobre su carrera y sobre la vida en general, la mayoría de sus poemas finales se concentraron en la inmortalidad y la muerte. Esto ocurrió después de que su salud empezara a flaquear y su carrera a declinar.

## Primeros años de carrera: 1798-1802

### Se reconoce el don de Davy para la química
El ingeniero y miembro de la Royal Society Davies Giddy (desde 1817: Davies Gilbert) conoció a Davy en Penzance columpiándose descuidadamente en la media puerta de la casa del Dr. Borlase, e interesado por su charla le invitó a su casa en Tredrea y le ofreció el uso de su biblioteca. Esto le llevó a conocer al Dr. Edwards, que vivía en Hayle Copper House. Edwards era profesor de química en la escuela del St. Bartholomew's Hospital. Permitió a Davy utilizar su laboratorio y posiblemente dirigió su atención a las compuertas del puerto de Hayle, que se estaban deteriorando rápidamente como resultado del contacto entre el cobre y el hierro bajo la influencia del agua de mar. La corrosión galvánica no se comprendía en aquella época, pero el fenómeno preparó la mente de Davy para experimentos posteriores con revestimientos de cobre de los barcos. Gregory Watt, hijo de James Watt, visitó Penzance por motivos de salud, y mientras se alojaba en casa de los Davy se hizo amigo suyo y le dio instrucciones de química. Davy conoció a la familia Wedgwood, que pasó un invierno en Penzance.
En esta época, el médico y escritor científico Thomas Beddoes y el geólogo John Hailstone estaban enfrascados en una controversia geológica sobre los méritos rivales de las hipótesis Plutoniano y Neptunista. Viajaron juntos para examinar la costa de Cornualles acompañados por Giddy y conocieron a Davy. Beddoes, que había establecido en Bristol el centro de investigación médica 'Pneumatic Institution', necesitaba un ayudante para supervisar el laboratorio. Gilbert recomendó a Davy, y en 1798 Gregory Watt mostró a Beddoes las Investigaciones del joven sobre el calor y la luz, que fueron publicadas posteriormente por él en el primer volumen de West-Country Contributions. Tras prolongadas negociaciones, principalmente por parte de Giddy, la señora Davy y Borlase consintieron en la marcha de Davy, pero Tonkin deseaba que permaneciera en su ciudad natal como cirujano, y modificó su voluntad al comprobar que Davy insistía en acudir al doctor Beddoes.

### Institución neumática

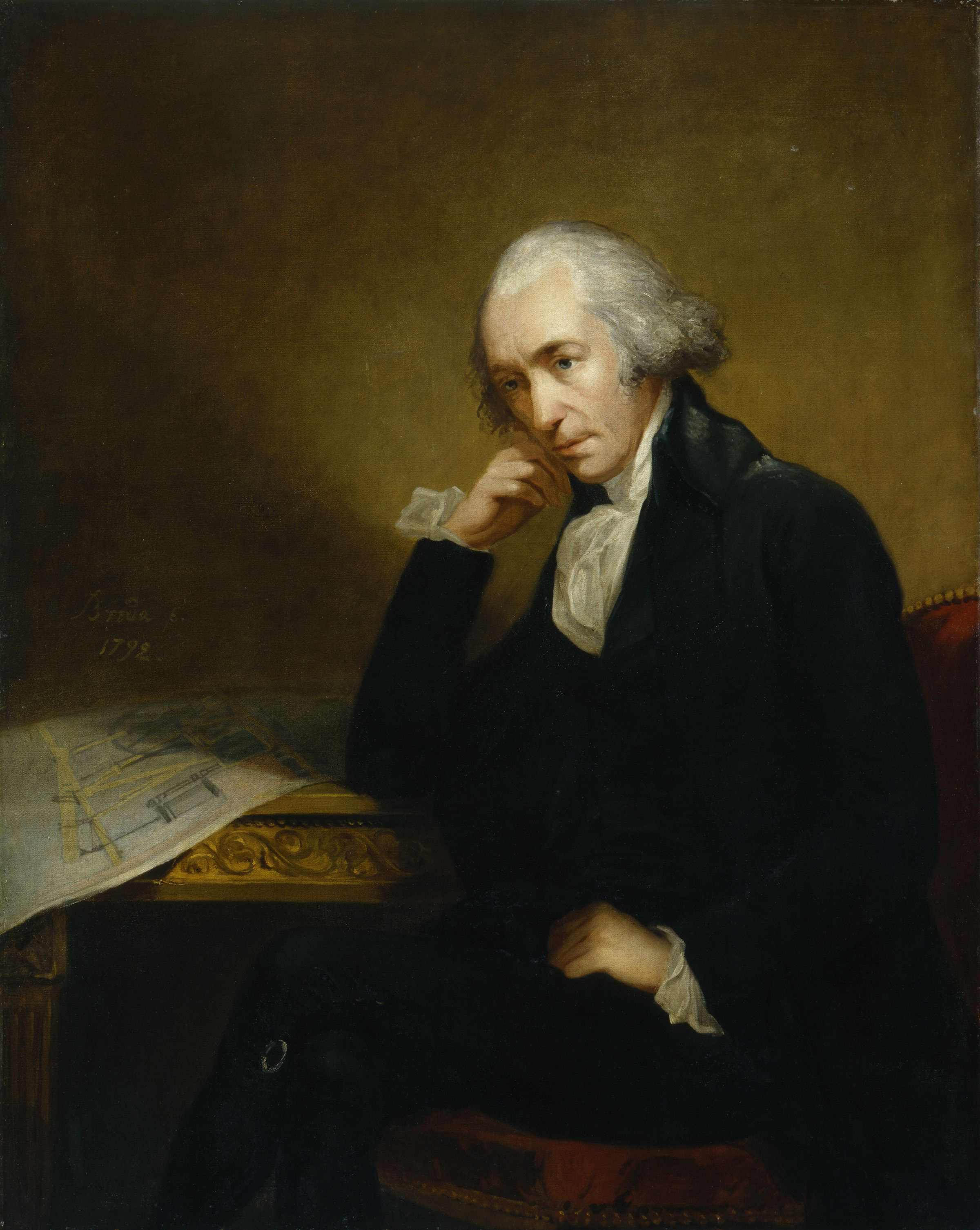
James Watt en 1792 por Carl Frederik von Breda

El 2 de octubre de 1798, Davy ingresó en la Institución Neumática de Bristol. Se había establecido para investigar los poderes médicos de aires facticios y gases (gases producidos experimental o artificialmente), y Davy debía supervisar los diversos experimentos. El acuerdo entre el Dr. Beddoes y Davy fue generoso y le permitió renunciar a todas las reclamaciones sobre su propiedad paterna en favor de su madre. No tenía intención de abandonar la profesión médica y estaba decidido a estudiar y graduarse en Edimburgo, pero pronto empezó a llenar partes de la institución con baterías voltaicas. Mientras vivía en Bristol, Davy conoció al conde de Durham, que residía en la institución por su salud, y se hizo íntimo amigo de Gregory Watt, James Watt, Samuel Taylor Coleridge y Robert Southey, todos los cuales se convirtieron en consumidores habituales de óxido nitroso (gas de la risa). El gas fue sintetizado por primera vez en 1772 por el filósofo natural y químico Joseph Priestley, que lo llamó aire nitroso desflogisticado (véase flogisto).  Priestley describió su descubrimiento en el libro Experiments and Observations on Different Kinds of Air (1775), en el que describía cómo producir el preparado de "aire nitroso disminuido", calentando limaduras de hierro humedecidas con ácido nítrico.

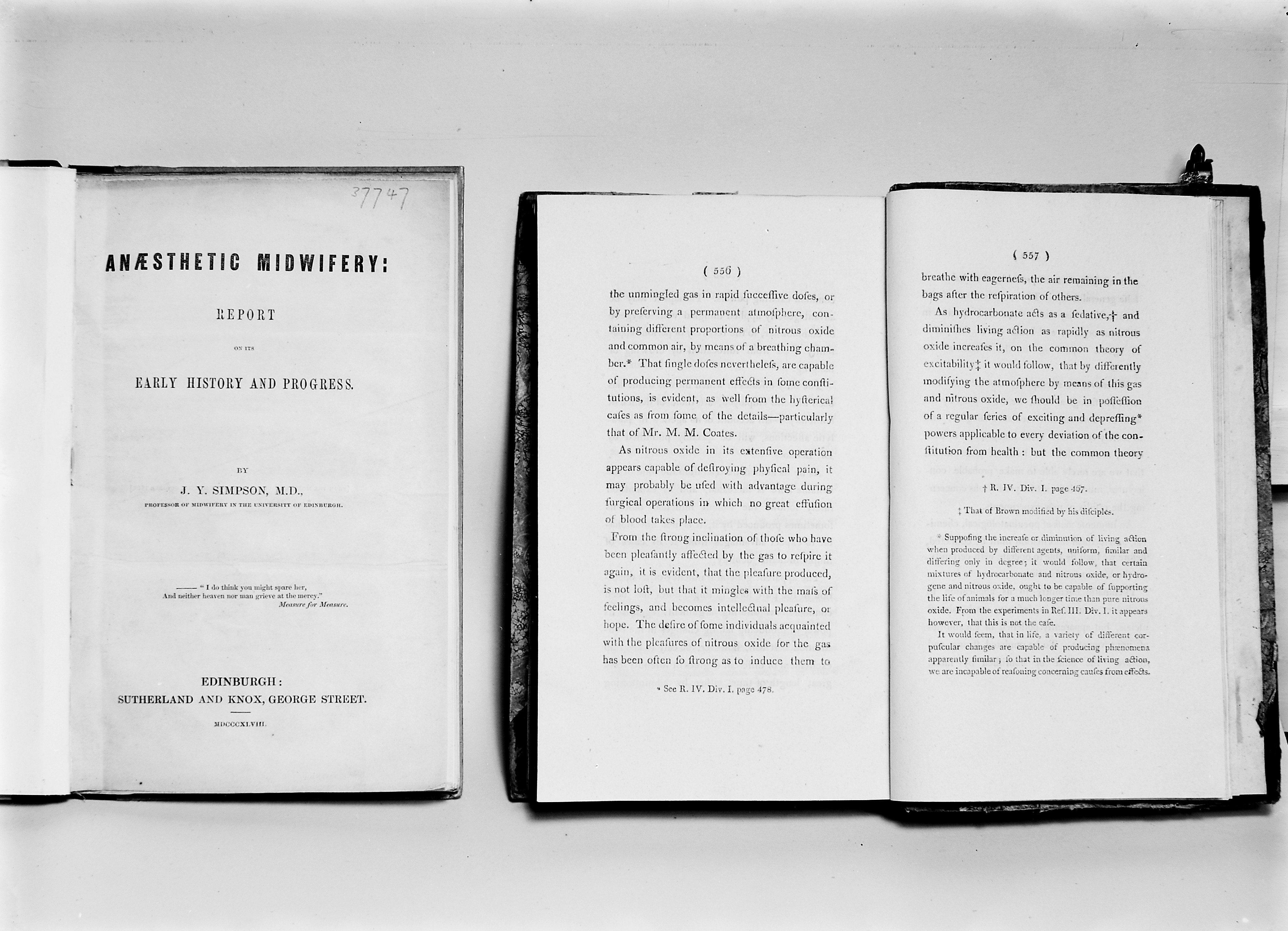
Sir Humphry Davy's Researches chemical and philosophical: chiefly concerning nitrous oxide (1800), pp. 556 y 557 (right), describe las propiedades anestésicas del óxido nitroso para aliviar el dolor durante la cirugía.

James Watt construyó una cámara de gas portátil para facilitar los experimentos de Davy con la inhalación de óxido nitroso. En un momento dado, el gas se combinó con vino para juzgar su eficacia como cura para la resaca (su cuaderno de laboratorio indicaba éxito). El gas era popular entre los amigos y conocidos de Davy, y éste señaló que podría ser útil para realizar operaciones quirúrgicas. Los anestésicos no se utilizaron regularmente en medicina u odontología hasta décadas después de la muerte de Davy.
Davy se dedicó enérgicamente al trabajo del laboratorio y formó una larga amistad romántica con la señora Anna Beddoes, la hermana de la novelista Maria Edgeworth, quien actuó como su guía en los paseos y otros hermosos lugares de interés de la localidad. El crítico Maurice Hindle fue el primero en revelar que Davy y Anna habían escrito poemas el uno para el otro. Wahida Amin ha transcrito y analizado varios poemas escritos entre 1803 y 1808 a "Anna" y uno a su pequeño hijo.  En diciembre de 1799, Davy visitó Londres por primera vez y amplió su círculo de amigos. Davy aparece en el diario de William Godwin, y su primer encuentro se registró el 4 de diciembre de 1799.
En los experimentos con gases, Davy corrió riesgos considerables. Su respiración de óxido nítrico, que pudo haberse combinado con el aire en la boca para formar ácido nítrico (HNO3), hirió gravemente al membrana mucosa, y en el intento de Davy de inhalar cuatro cuartos de gas "hidrocarbonato" puro en un experimento con monóxido de carbono "pareció hundirse en la aniquilación". Al ser sacado al aire libre, Davy articuló débilmente: "No creo que vaya a morir", pero transcurrieron algunas horas antes de que cesaran los síntomas dolorosos. Davy pudo tomarse el pulso mientras salía tambaleándose del laboratorio hacia el jardín, y lo describió en sus notas como "como un hilo y latiendo con excesiva rapidez".
Ese año se publicó el primer volumen de las West-Country Collections. La mitad consistía en los ensayos de Davy Sobre el calor, la luz y las combinaciones de luz, Sobre el fos-oxígeno y sus combinaciones, y sobre la Teoría de la respiración. El 22 de febrero de 1799 Davy, escribió a Davies Gilbert: "Ahora estoy tan convencido de la inexistencia de la calórica como de la existencia de la luz". En otra carta a Gilbert, el 10 de abril, Davy le informa: "Ayer hice un descubrimiento que demuestra lo necesario que es repetir los experimentos. The gaseous oxide of azote (the laughing gas) is perfectly respirable when pure. Nunca es nocivo sino cuando contiene gas nitroso. He encontrado un modo de hacerlo puro". Dijo que respiró dieciséis litros durante casi siete minutos y que "me intoxicó por completo". 
Davy se hizo cada vez más conocido en 1799 debido a sus experimentos con la acción fisiológica de algunos gases, incluido el gas de la risa (óxido nitroso). Además de él mismo, entre sus entusiastas sujetos experimentales se encontraban sus amigos poetas Robert Southey y Samuel Taylor Coleridge. 
Durante 1799, Beddoes y Davy publicaron Contribuciones al conocimiento físico y médico, principalmente del oeste de Inglaterra y Ensayos sobre el calor, la luz y las combinaciones de luz, con una nueva teoría de la respiración. Sobre la generación del gas oxígeno y las causas de los colores de los seres orgánicos. Su trabajo experimental fue pobre, y las publicaciones fueron duramente criticadas. En años posteriores Davy se arrepintió de haber publicado estas hipótesis inmaduras, que posteriormente designó como "los sueños de un genio mal empleado que la luz del experimento y la observación nunca han llevado a la verdad."
Estas críticas, sin embargo, llevaron a Davy a refinar y mejorar sus técnicas experimentales, dedicando su tiempo posterior en la institución cada vez más a la experimentación.
En 1800, Davy informó a Gilbert de que había estado "repitiendo los experimentos galvánicos con éxito" en los intervalos de los experimentos sobre los gases, que "le ocuparon casi incesantemente de enero a abril." En 1800, Davy publicó sus Investigaciones, químicas y filosóficas, principalmente sobre el óxido nitroso y su respiración, y recibió una respuesta más positiva.
William Wordsworth y Samuel Taylor Coleridge se trasladaron a Lake District en 1800, y pidieron a Davy que tratara con los editores de Bristol de las Baladas líricas, Biggs & Cottle. Coleridge pidió a Davy que corrigiera la segunda edición, la primera que contendría el "Prefacio a las Baladas líricas" de Wordsworth, en una carta fechada el 16 de julio de 1800: "¿Sería tan amable de echar un vistazo a las hojas de las Baladas líricas?" Wordsworth escribió posteriormente a Davy el 29 de julio de 1800, enviándole la primera hoja manuscrita de poemas y pidiéndole específicamente que corrigiera: "cualquier cosa que encuentres mal en la puntuación, un asunto en el que me avergüenza decir que no soy un adepto". Wordsworth estaba enfermo en el otoño de 1800 y tardó en enviar poemas para la segunda edición; el volumen apareció el 26 de enero de 1801 aunque estaba fechado en 1800. Aunque es imposible saber si Davy tuvo la culpa, esta edición de las Baladas líricas contenía muchos errores, entre ellos que el poema "Michael" quedó incompleto.  En un cuaderno personal marcado en la portada "Clifton 1800 From August to Novr", Davy escribió su propia Lyrical Ballad: "Mientras caminaba por la calle". Wordsworth aparece en el poema de Davy como el registrador de las vidas ordinarias en la línea: "Por el poeta Wordsworths Rymes" [sic].

### Institución Real
En 1799, el conde Rumford había propuesto el establecimiento en Londres de una "Institución para la Difusión del Conocimiento", es decir, la Royal Institution. La casa de Albemarle Street fue comprada en abril de 1799. Rumford se convirtió en secretario de la institución, y el Dr Thomas Garnett fue el primer conferenciante.

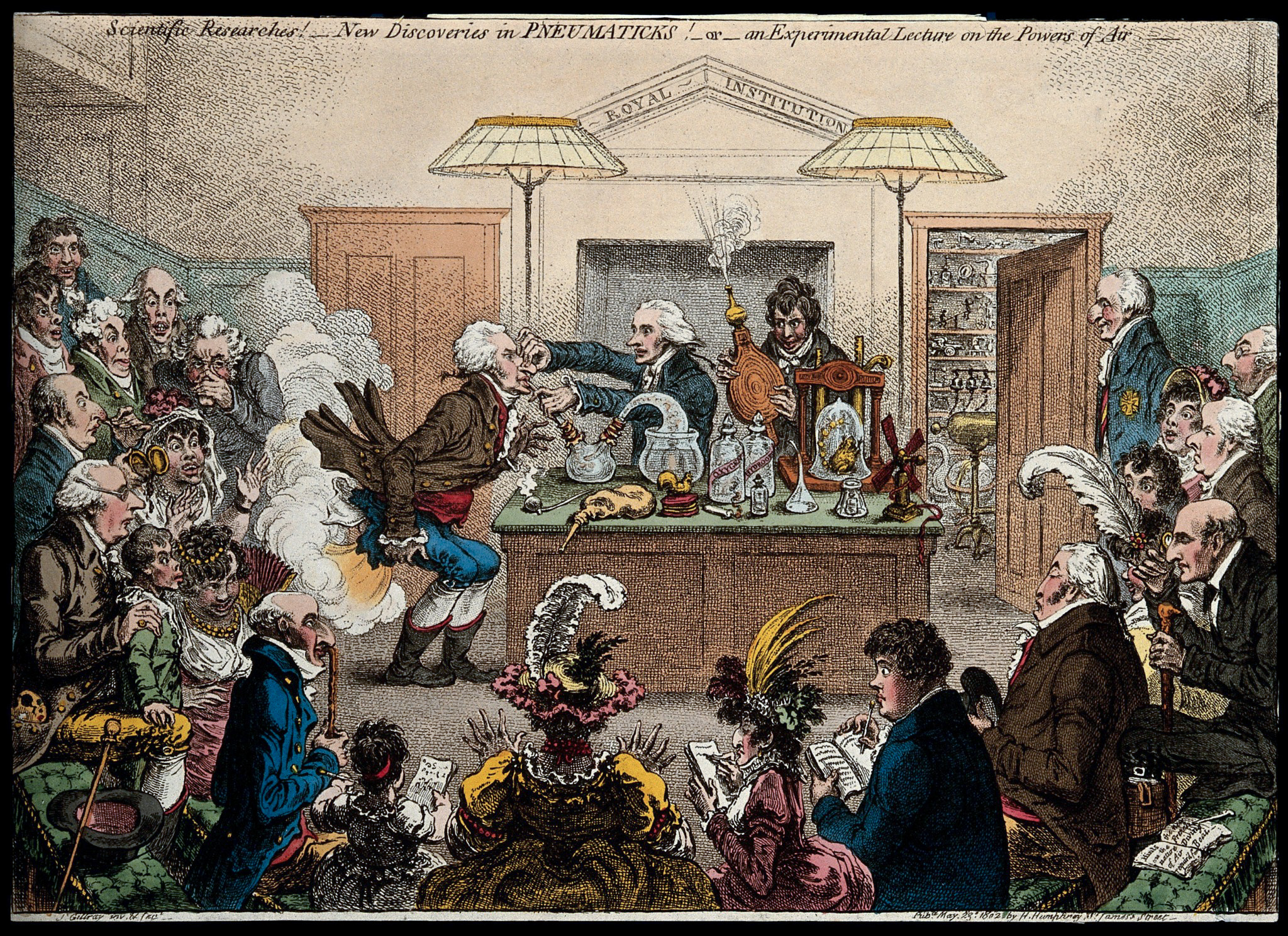
1802 caricatura satírica de James Gillray que muestra una conferencia de la Royal Institution sobre neumática, con Davy sosteniendo el fuelle y el Conde Rumford mirando en el extremo derecho. El doctor Thomas Garnett es el conferenciante, sosteniendo la nariz de la víctima.

En febrero de 1801 Davy fue entrevistado por el comité de la Royal Institution, compuesto por Joseph Banks, Benjamin Thompson (que había sido nombrado conde Rumford) y Henry Cavendish. Davy escribió a Davies Gilbert el 8 de marzo de 1801 sobre las ofertas hechas por Banks y Thompson, un posible traslado a Londres y la promesa de financiación para su trabajo en galvanismo. También mencionó que tal vez no seguiría colaborando con Beddoes en los gases terapéuticos. Al día siguiente Davy dejó Bristol para ocupar su nuevo puesto en la Royal Institution, habiéndose resuelto 'que Humphry Davy sea contratado al servicio de la Royal Institution en calidad de profesor asistente de química, director del laboratorio químico y editor asistente de las revistas de la institución, y que se le permita ocupar una habitación en la casa, y que se le proporcione carbón y velas, y que se le pague un salario de 100l. al año.'
El 25 de abril de 1801, Davy pronunció su primera conferencia sobre el tema relativamente nuevo del "galvanismo". Él y su amigo Coleridge habían mantenido muchas conversaciones sobre la naturaleza del conocimiento y el progreso humanos, y las conferencias de Davy ofrecieron a su público una visión de la civilización humana impulsada por los descubrimientos científicos. "La ciencia le ha conferido poderes que casi pueden calificarse de creativos, que le han permitido modificar y cambiar los seres que le rodean y, mediante sus experimentos, interrogar a la naturaleza con poder, no simplemente como un erudito, pasivo y que sólo busca comprender sus operaciones, sino más bien como un maestro, activo con sus propios instrumentos." La primera conferencia cosechó críticas muy favorables, y para la conferencia de junio Davy escribió a John King que su última conferencia había contado con la asistencia de casi 500 personas. "Hubo respiración, óxido nitroso y aplausos sin límites. Amén!"
Davy se regocijaba en su estatus público.
Las conferencias de Davy incluían espectaculares y a veces peligrosas demostraciones químicas junto con información científica, y eran presentadas con considerable espectacularidad por el joven y apuesto hombre. 
Davy también incluyó comentarios poéticos y religiosos en sus conferencias, enfatizando que el diseño de Dios era revelado por las investigaciones químicas.   El comentario religioso era en parte un intento de atraer a las mujeres de su audiencia. Davy, como muchos de sus contemporáneos ilustrados, apoyaba la educación femenina y la participación de las mujeres en actividades científicas, e incluso propuso que se admitiera a mujeres en los actos nocturnos de la Royal Society.
Davy tenía muchas seguidoras en Londres. En una caricatura satírica de Gillray, casi la mitad de los asistentes son mujeres. Su apoyo a las mujeres hizo que Davy fuera objeto de considerables habladurías e insinuaciones, y que se le criticara por su falta de hombría. Era tal la expectación que despertaban sus conferencias, que provocaban problemas de tráfico en la calle. Lo atractivo de sus actuaciones públicas se refleja en el comentario de una dama de alta cuna: "Esos ojos están hechos para algo más que para escudriñar crisoles".
Sólo una cosa estropeaba su felicidad: los celos contra Michael Faraday, que fue su mayor descubrimiento, según sus propias palabras, y su sucesor en la Institución Real.

Nada es tan peligroso para el progreso de la mente humana que suponer que nuestras ideas científicas son finales, que no existen misterios en la naturaleza, que nuestros triunfos son completos, y que no existen nuevos mundos por conquistar.
Humphry Davy defendiendo los «inútiles» experimentos de su protegido Michael Faraday.

#### Luz incandescente y luz de arco
En 1802, Humphry Davy tenía en la Royal Institution la que entonces era la pila eléctrica más potente del mundo. Con ella, Davy creó la primera luz incandescente haciendo pasar corriente eléctrica a través de una fina tira de platino, elegida porque el metal tenía un punto de fusión extremadamente alto. No era lo suficientemente brillante ni duradera como para ser de utilidad práctica, pero demostraba el principio. En 1806 demostró a la Royal Society de Londres una forma mucho más potente de iluminación eléctrica. Se trataba de una forma temprana de luz de arco que producía su iluminación a partir de un arco eléctrico creado entre dos barras de carbón.

#### Profesor titular de la Royal Institution
Cuando terminó la serie de conferencias de Davy sobre Galvanismo, pasó a una nueva serie sobre química agrícola, y su popularidad siguió en aumento. En junio de 1802, tras poco más de un año en la Institución y a la edad de 23 años, Davy fue nombrado profesor titular de la Royal Institution de Gran Bretaña. Garnett dimitió discretamente, alegando motivos de salud.

#### Royal Society
En noviembre de 1804 Davy se convirtió en miembro de la Royal Society, que más tarde presidiría. Fue uno de los miembros fundadores de la Sociedad Geológica en 1807 y fue elegido miembro extranjero de la Real Academia Sueca de las Ciencias en 1810 y miembro honorario extranjero de la Academia Americana de las Artes y las Ciencias en 1822.

## Principales logros
En 1798 ingresó en la Medical Pneumatic Institution investigando acerca de las aplicaciones terapéuticas de gases como el óxido nitroso (el gas de la risa). En 1803 fue nombrado miembro de la Royal Society, institución que llegaría a presidir en 1820.
En 1807 descubre y bautiza el potasio, del neerlandés potasch, ceniza de pote. Ese mismo año aísla el sodio por medio de la electrólisis de la sosa cáustica. Propuso también el nombre aluminum, que más tarde rectificó a aluminio, para ese metal todavía no descubierto.
En 1808 obtiene boro con una pureza del 50% aproximadamente, aunque no reconoce la sustancia como un nuevo elemento. También obtuvo magnesio puro, por electrólisis de una mezcla de magnesia y óxido de mercurio (II), y obtuvo calcio mediante electrólisis de una amalgama de mercurio y cal. Davy mezcló cal humedecida con óxido de mercurio que colocó sobre una lámina de platino, el ánodo, y sumergió una parte de mercurio en el interior de la pasta que hiciera de cátodo; por electrólisis obtuvo una amalgama que destilada dejó un residuo sólido muy oxidable, aunque ni siquiera el mismo Davy estaba muy seguro de haber obtenido calcio puro. También es el primero en aislar el estroncio mediante electrólisis de la estronciana.
En 1810 demuestra que el cloro es un elemento químico y le da ese nombre debido a su color amarillo verdoso. Junto a W. T. Brande consigue aislar al litio de sus sales mediante electrólisis del óxido de litio (1818).
En 1805 obtuvo la medalla Copley. Fue jefe y mentor de Michael Faraday, de quien llegó a decir que fue su más grande descubrimiento. Creó una lámpara de seguridad que llevó su nombre para las minas y fue pionero en el control de la corrosión mediante la protección catódica.

## Eponimia
- El cráter lunar Davy lleva este nombre en su memoria.